# Loucherhorn
Loucherhorn är ett berg i kommunen Gündlischwand i kantonen Bern i Schweiz. Det är beläget i Bernalperna, cirka 50 kilometer sydost om huvudstaden Bern. Berget ligger öster om bergskammen Schynige Platte. Toppen på Loucherhorn är 2 232 meter över havet.